# Занд Міхаель
Міхае́ль Занд (івр. מיכאל זנ"ד, 1927, Кам'янець-Подільськ, Кам'янецька округа, УСРР — 2018, Єрусалим, Ізраїль) — ізраїльський учений, фахівець з історії перської та таджицької літератури.

## Біографія
Син працівника Комінтерну, який з Польщі переїхав у Радянський Союз. Від 1930 року сім'я жила в Москві.
1937 року батька Занда під час «великого терору» розстріляли.
1950 року Міхаель Занд закінчив Московський університет і поїхав у Таджикистан.
1957 року, після посмертної реабілітації батька, повернувся в Москву, де очолював філологічний відділ журналу «Народы Азии и Африки». Від 1962 року — науковий співробітник Інституту сходознавства АН СРСР, від 1964 року — науковий консультант «Краткой литературной энциклопедии».
Від 1971 року — професор перської і таджицької літератури Єврейського університету в Єрусалимі.